# MONONOKE
MONONOKE（モノノケ、2004年〈平成16年〉 - ）は、日本のシンガーソングライター、編曲家、音楽プロデューサー、トラックメイカー、アートディレクター。兵庫県明石市出身及び在住。所属事務所はオフィスオーガスタで、所属レコード会社はビクターエンタテイメント。

## 経歴
2020年4月よりオリジナル楽曲の制作を始め、2022年よりソロプロジェクト「MONONOKE」をスタートさせる。作詞・作曲・編曲を全て1人で行っており、「グッドメロディー」をモットーにしている。
2022年11月16日に初のCDミニアルバム『Prologue』をタワーレコード数店舗限定でリリース。
2023年に入り、Twitterの投稿や音楽配信アプリケーションから楽曲を削除したが、その後新たなアーティスト写真を公開し、アルバムのリリースをアナウンスするなど活動自体は継続した。
同年7月19日に1stアルバムで初の全国流通盤となる『Supply/Demand』をリリース。同年11月29日に配信シングル『トーキョー・ジャーニー』をビクターエンタテインメントよりリリースしメジャー・デビュー。
自身初のタイアップソングは、2025年にリリースした「ワールドイズマイン」で、コーセーコスメポートの『サンカット(R)トーンアップUV | 今日、好きになりました。タイアップCM』に起用された。

## 人物
- 尊敬するアーティストはサカナクション[7]。
- 自身の「らしさ」について、2023年時点ではよくわかってないと話している[7]。
- 「ポップシーンを変幻自在に駆け巡る次世代ティーンネイジアーティスト」としばしば形容される[8]。

## ディスコグラフィ

### シングル

#### 配信限定シングル
|     | 配信日         | タイトル                   | 規格                   | ビルボード | 収録CD            |
| --- | -------------- | -------------------------- | ---------------------- | ---------- | ----------------- |
| 1st | 2023年06月28日 | 『room』                   | デジタル・ダウンロード | -          | 『Supply/Demand』 |
| 2nd | 2023年11月29日 | 『トーキョー・ジャーニー』 | デジタル・ダウンロード | -          | （未収録）        |
| 3rd | 2024年02月07日 | 『ラブリー』               | デジタル・ダウンロード | -          | （未収録）        |
| 4th | 2024年05月29日 | 『悪魔と戯れ』             | デジタル・ダウンロード | -          | （未収録）        |
| 5th | 2024年07月31日 | 『サマーアンセム』         | デジタル・ダウンロード | -          | （未収録）        |
| 6th | 2024年10月02日 | 『NOT FOUND.』             | デジタル・ダウンロード | -          | （未収録）        |
| 7th | 2025年02月12日 | 『then I luv U』           | デジタル・ダウンロード | -          | （未収録）        |
| 8th | 2025年04月23日 | 『ワールドイズマイン』     | デジタル・ダウンロード | -          | （未収録）        |

### アルバム

#### オリジナル・アルバム
|     | 発売日        | タイトル          | 規格 | 規格品番  | オリコン |
| --- | ------------- | ----------------- | ---- | --------- | -------- |
| 1st | 2023年7月19日 | 『Supply/Demand』 | CD   | NCS-10283 | -        |

#### ミニ・アルバム
|     | 発売日         | タイトル     | 規格 | 規格品番  | オリコン |
| --- | -------------- | ------------ | ---- | --------- | -------- |
| 1st | 2022年11月16日 | 『Prologue』 | CD   | MONO-0001 | -        |

## ミュージックビデオ
| 公開日        | 曲名                   | 監督             | 出演                  |
| ------------- | ---------------------- | ---------------- | --------------------- |
| 2023年6月28日 | room                   | NAKAKEN          | MONONOKE              |
| 2023年8月16日 | 17才                   | Tatsuya_Kawasaki | MONONOKE              |
| 2023年12月6日 | トーキョー・ジャーニー | かとうみさと     | 桃果                  |
| 2024年3月13日 | ラブリー               | 軍司拓実         | 比嘉秀海 五十嵐あきら |

## タイアップ一覧
| 起用年 | 曲名               | タイアップ先                                                                                    |
| ------ | ------------------ | ----------------------------------------------------------------------------------------------- |
| 2025年 | ワールドイズマイン | コーセーコスメポート「サンカット®トーンアップUV｜今日、好きになりました。タイアップCM」CMソング |

## 出演イベント
2025年
- 2月4日 - 天国交差点5
- 3月29日 - EIGHT BALL FESTIVAL 2025

## 出演

### ラジオ番組
- 真夜中のカルチャーBOY（2023年7月21日、朝日放送ラジオ）[9]
- FIND OUT（2023年7月23日、ZIP-FM）[10]
- SONAR MUSIC（2023年7月24日・25日、2024年4月3日 - 、J-WAVE）[11][12][注 2]
- Wave!!!!（2023年7月25日、11月21日、兵庫エフエム放送）[13][14]
- J-WAVE SPECIAL SAPPORO BEER AT AGE 20, THE BEGINNING（2025年1月13日、J-WAVE）[15]

## キャラクター
ばけねこ BAKENEKO
猫の妖怪。その素性は謎。
性格はおっとりしており、宙に浮くことやいたずらを得意としている。
音楽や星、散歩、パン、部屋、夜が疑問符付きではあるが、好きなものとされている。